# 柔性政變
柔性政變，又稱七日柔性政變，於2004年3月20日至3月27日間，於台灣發生的政治事件，中華民國總統陳水扁當選就任之際。中華民國總統陳水扁指控在他當選時刻，國民黨的政治人物與將領暗中鼓動中華民國國軍將領進行申請退休、辭職，或稱病請假等怠工方式，試圖使陳水扁無法順利就職總統，造成事實上的政變。但在一週後，中華民國國軍將領重申效忠於國家，支持軍隊國家化，使政變失敗。被認為參與其中的人士有部份在事後否後曾有相關情事。

## 經過
在2004年中華民國總統選舉大選投票前，陳水扁及呂秀蓮在競選活動途中遭到槍擊，為319槍擊案。發生槍擊案當時，时任國防部長湯曜明下令升高全國部隊戰備層級，取消所有官兵休假。在這場會議中，據傳时任参谋总长李傑與湯曜明意見不合而有所衝突。
3月20日總統大選投票結發表後，陳水扁在大選中勝選。當天，湯曜明召開臨時將領會議，时任总统府战略顾问陳鎮湘在會議中聲明拒絕在陳水扁總統領導下任官。时任副參謀總長苗永慶在例行台美軍事會議上發言，認為陳水扁並非合法當選總統。
中國國民黨參選人連戰與宋楚瑜認為選舉不公，進行法院訴訟外，國民黨支持者進行示威抗議。前國防部長郝柏村和前總政戰部主委許歷農皆參與抗議活動，前海軍總司令顧崇廉在凱達格蘭大道的抗議現場民主牆留言，認為中華民國國軍有權拒絕陳水扁接任總統。
3月21日，湯曜明因眼疾住院，請辭國防部長。前陸軍副司令劉湘濱認為，湯曜明請辭，主要是對李傑可能接任國防部長一事不滿。轉述湯曜明曾向陳水扁提出由陳體端升任上將，曹文生出任國防部長。3月22日，行政院長游錫堃前往醫院探視湯曜明，前總統李登輝也致電湯曜明慰留。湯曜明向李登輝承諾將留任到5月20日。李登輝接獲消息，在湯曜明之後還有其他將領準備請辭，決定派人前去軍中詢問。除了湯曜明系統之外，參謀總長李傑與三位副總長劉貴立、費鴻波、朱凱生也傳出因為對湯曜明不滿，決定請辭的消息。
參謀總長李傑在事後向陳水扁提交報告，聲稱於3月22日接到總統府戰略顧問曹文生來電約談。3月24日上午，曹文生向他表示，多位軍方大老認為陳水扁當選不公，希望李傑及其下的三個副總長同時裝病，抵制陳水扁當選。同日上午，前參謀總長羅本立也致電給李傑。李傑於下午回電拒絕，並向總統府及行政院提交正式報告，說明相關事件。在2006年，陳水扁向法院提交李傑報告後，李傑在立法院再度證實，曾有泛藍將領要求他裝病，但未說明人名。
在接獲李傑報告之後，陳水扁決定停止任用曹文生為國防部長，改由李傑出任。前陸軍副司令劉湘濱轉述曹文生說法，稱曹文生當天是奉前總統李登輝的請求，前去了解參諆總長及三位副總長可能請辭的傳聞，李傑曾當面表示要請辭，曹文生則希望他繼續留任，以維持軍隊穩定，認為李傑為阻止曹文生接任國防部長，所以揑造曹文生要他裝病請辭的說法。前李登輝辦公室主任蘇志誠投書《自由時報》，稱曹文生曾向他說明，此事為前總統李登輝聽到軍中傳聞，擔心政治不穩，所以請託他去拜訪李傑，安定軍隊。前國安會副祕書長張榮豐接受訪問時，稱在湯曜明住院時，當時行政院祕書長葉國興致電給他，表明參謀總長與三位副總長都要請辭，希望李登輝前總統出面阻止。李登輝前總統接到消息後，才請曹文生前往關心。
隨著行政院退回湯曜明辭呈，湯曜明決定留任至2004年內閣總辭之際，中華民國國軍將領之間的騷動宣告平息。

## 議題發展歷史
在2004年11月的立委競選活動中，陳水扁指控國民黨與親民黨曾經在總統大選結束後，在軍隊中鼓動將領以請假或請辭方式發動柔性政變。
在陳水扁卸任總統後，於2019年發表口述歷史《堅持》，再度對外披露七日柔性政變的事件。
2020年，前副總統呂秀蓮於個人臉書上，證實當年的確有流產政變發生。前立委李文忠當時向她提出接到相關消息，有三位上將曾經同時準備提出辭職，被影射的人包括當時的參謀總長李傑、副參謀總長費鴻波、劉貴立和朱凱生等人，還有當時的國防部副部長陳肇敏。在呂秀蓮向當時AIT處長包道格提出相關憂慮之後，美國方面於3月26日由白宮國家安全會議亞洲區資深主任邁克爾·格林召開記者會，表達支持陳水扁當選，以及反對群眾抗爭與柔性政變。在遭受美國壓力之後，當時國民黨主席连战、台北市长馬英九才停止相關的抗爭活動。
2022年，陳水扁在個人臉書頁上再度發表，根據李傑的報告，認定曹文生為當時的主導人物之一。

## 相關訴訟
2004年，國民黨與親民黨針對陳水扁所說柔性政變批評內容不實，在法院提起民事訴訟。2006年二審時，陳水扁向法院提交李傑報告，證實當年確有柔性政變。李傑也至法院擔任證人。法官認為，總統雖與一般國民一樣受言論自由保障，但提相關證據無法連結到連戰與宋楚瑜主導此事，於2008年法院三審定讞，判決陳水扁敗訴，需向連戰與宋楚瑜各賠償一元，以及登報道歉。